# فوجیوارا نو چیکایوشی
فوجیوارا نو چیکایوشی (به ژاپنی: 藤原 親能 ふじわら の ちかよし)؛ تولد ۱۱۶۹ – ۷ دسامبر، ۱۲۰۷ - یکی از اشراف کوگه در اواخر دوره هی‌آن و اوایل دوره کاماکورا بود.
او پدر کوجو نینشی همسر امپراتور گو-توبا بود. یک دختر دیگر او همسر چهارمین شوگون کوجو یوریتسونه بود.